# BPM 37093
BPM 37093(일명 루시)은 분광형 DAV에 속하는 변광 백색 왜성 또는 고래자리 ZZ형 항성으로, 외층 대기에서 수소가 검출된다.  지름은 4,500km 수준으로, 이는 수성보다 약간 작은 정도이다. 그럼에도 질량은 백색 왜성 중 드물게 큰, 태양의 1.1배로 밀도가 매우 큼을 알 수 있다. 거리는 지구에서 약 50광년으로 센타우루스자리에 있고 밝아졌다가 어두워 졌다가를 반복하고 있다. 다른 백색 왜성들과 같이 BPM 37093은 삼중 알파 과정에서 헬륨 원자핵의 열핵 반응으로 생겨난 탄소와 산소로 이루어져 있을 것으로 생각된다.
1960년대에는 백색 왜성은 식으면서 중심부에서부터 결정화가 이루어진다고 생각했다. 한 별이 맥동 현상을 보일 때, 그 별의 맥동 현상을 관측함으로써 별의 구조에 대한 정보를 얻을 수 있다. BPM 37093은 1992년 관측을 통해 맥동 변광성임이 확인되었고, 1995년 '결정화 이론'이 적용될 수 있는 천체로 지목되었다. 2004년 하버드-스미소니언 천체물리학 센터의 트래비스 멧컬피 및 연구 팀은 성진학적 연구에 기초하여 대략 BPM 37093의 질량 중 90%가 결정체 구조로 변했다고 추측했다. 다른 연구에 의하면 질량 대비 결정화 비율은 32%에서 82% 사이라고 한다. 이상의 연구 결과에 의하면 결정화된 질량은 5×1029kg 이상이 된다.

체심 입방정계

이런 형태의 백색 왜성 내 결정화된 물질은, 전자로 된 페르미 액체에 둘러싸인, 탄소 그리고(또는) 산소 원자핵 입방정계 구조로 되어 있는 것으로 보인다. 다이아몬드 역시 결정화된 탄소로 이루어져 있기 때문에 과학자들은 이 별의 내부가 다이아몬드와 비슷한 물질로 채워져 있을 것으로 추측하고 있다. 우리 태양도 진화의 끝에 이르면 BPM 37093과 같이 내부가 다이아몬드로 된 백색 왜성으로 진화할 것으로 보고 있다.
BPM 37093에는 비틀즈의 히트곡 제목 '다이아몬드를 하고 하늘에 떠 있는 루시'(Lucy in the Sky with Diamonds)를 따라서 루시(Lucy)라는 애칭이 붙었다.

## 같이 보기
- 컬리넌 다이아몬드

## 참고 문헌
- BPM 37093 (Diamond Star)

1. 1 2  엔싸이버. “루시”. 2008년 6월 19일에 확인함.[깨진 링크(과거 내용 찾기)]
2. 1 2  Whole Earth Telescope observations of BPM 37093: a seismological test of crystallization theory in white dwarfs, A. Kanaan, A. Nitta, D. E. Winget, S. O. Kepler, M. H. Montgomery, T. S. Metcalfe, et al., arXiv:astro-ph/0411199
3. ↑  BPM 37093, SIMBAD 질의 결과. 2008년 6월 17일 읽어봄.
4. ↑  작은 질량을 지닌 별들의 진화 후기 단계(Late stages of evolution for low-mass stars), Michael Richmond, lecture notes, Physics 230, Rochester Institute of Technology, 2008년 6월 17일 읽어봄.
5. 1 2  Testing White Dwarf Crystallization Theory with Asteroseismology of the Massive Pulsating DA Star BPM 37093, T. S. Metcalfe, M. H. Montgomery, and A. Kanaan, Astrophysical Journal 605, #2 (April 2004), pp. L133–L136. Paper at ADSABS
6. ↑  The discovery of a new DAV star using IUE temperature determination, A. Kanaan, S. O. Kepler, O. Giovannini, and M. Diaz, Astrophysical Journal Letters 390, #2 (1992년 5월 10일), pp. L89–L91.  ADSABS의 논문
7. ↑  The Status of White Dwarf Asteroseismology and a Glimpse of the Road Ahead, D. E. Winget, Baltic Astronomy 4 (1995), pp. 129–136. ADSABS의 논문
8. 1 2  BBC 뉴스: 다이아몬드로 된 별이 천문학자들을 흥분시키고 있다
9. ↑  언론 보도 보관됨 2008-05-17 - 웨이백 머신, 2004, Harvard-Smithsonian Center for Astrophysics.
10. ↑  P. Brassard, G. Fontaine, 결정화된 고래자리 ZZ 항성 BPM 37093의 성진학 : 다른 시각(Asteroseismology of the Crystallized ZZ Ceti Star BPM 37093: A Different View), Astrophysical Journal 622, #1, pp. 572–576. ADSABS의 논문
11. ↑  백색 왜성 내부의 탄소-산소 혼합 결정화(Crystallization of carbon-oxygen mixtures in white dwarfs), J. L. Barrat, J. P. Hansen, and R. Mochkovitch, Astronomy and Astrophysics 199, #1–2 (June 1988), pp. L15–L18. ADSABS의 논문